# Shah-Jahan-Moschee (Thatta)

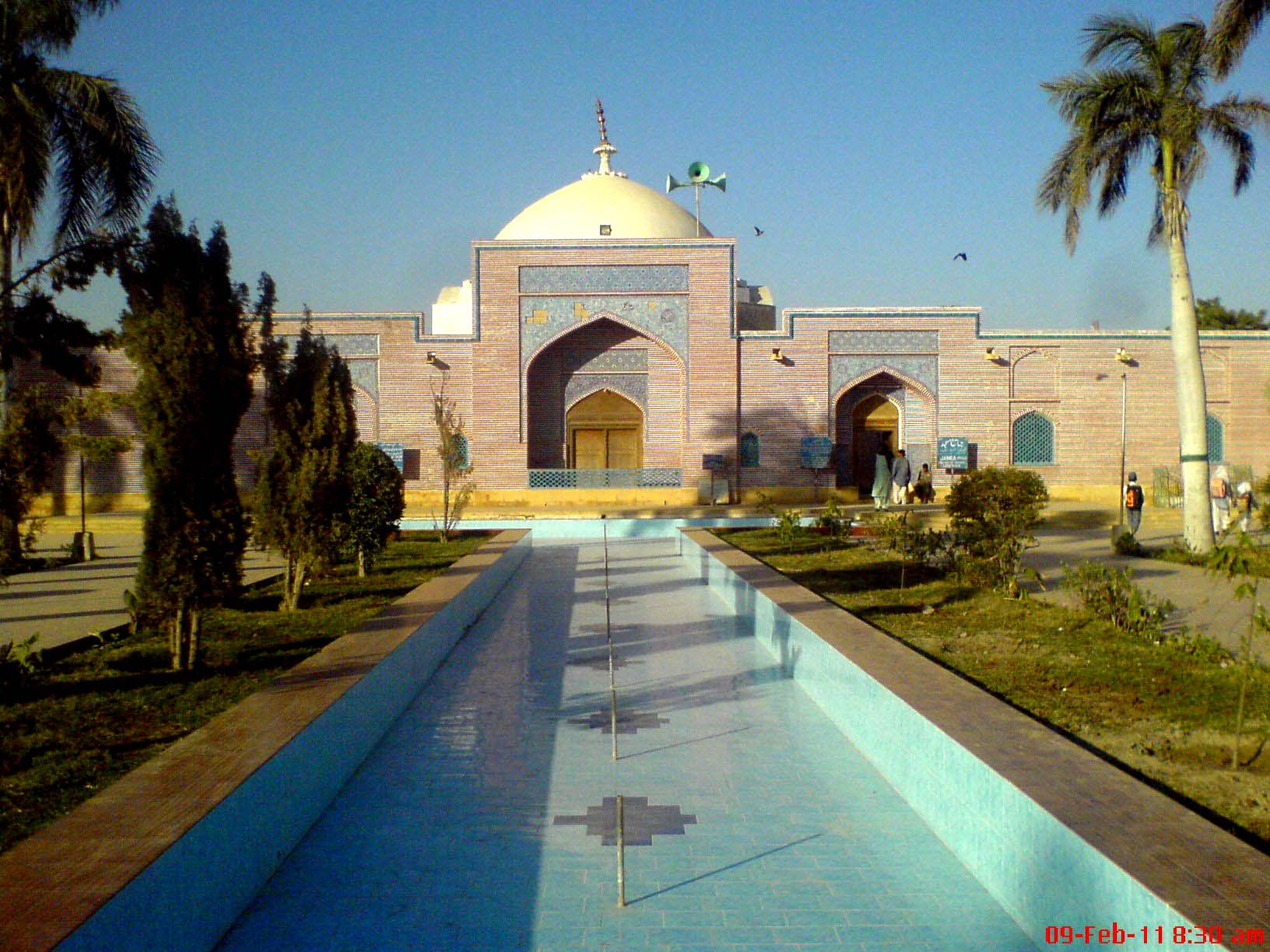
Außenfassade der Shah-Jahan-Moschee

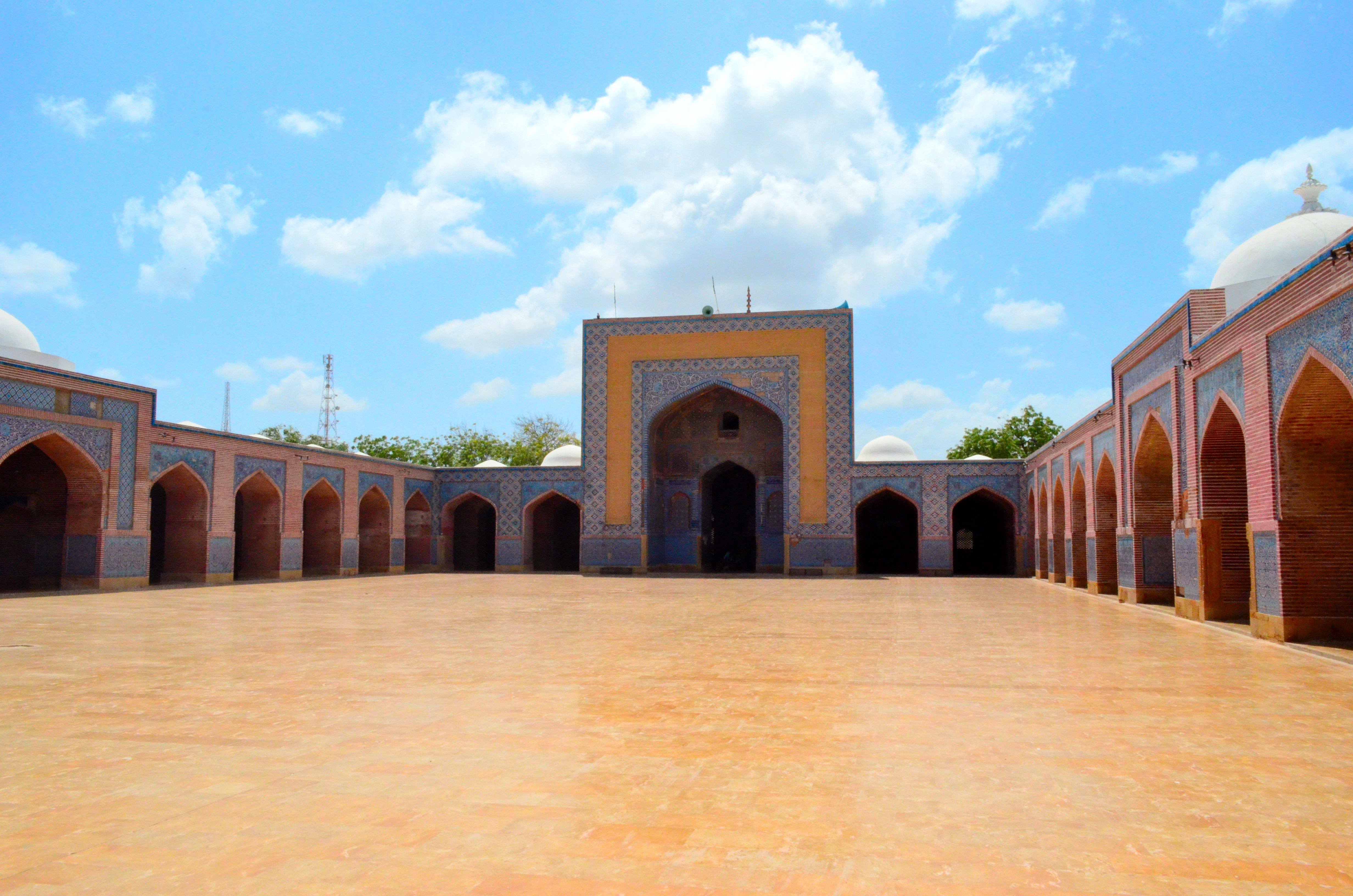
Hofarkaden (riwaqs) und Fassade (pischtak) des Gebetsraums

Die Shah-Jahan-Moschee in der südpakistanischen Stadt Thatta in der Region Sindh ist einer der bedeutendsten Moscheebauten der Mogul-Architektur. Seit dem Jahr 1993 steht sie auf der Tentativliste zur Anerkennung als UNESCO-Weltkulturerbe.

## Geschichte
Der minarettlose Bau wurde im Jahr 1644 vom Mogulherrscher Shah Jahan (reg. 1627–1658) in Auftrag gegeben; die Namen des Architekten und des vor Ort tätigen Bauleiters sind nicht überliefert. Im Jahr 1659 waren der eigentliche Moscheesaal und der Portalbereich fertiggestellt, die äußeren Wandelgänge mitsamt der beiden Nebeneingänge folgten jedoch kurze Zeit später. Die Moschee wurde mehrfach restauriert – zuletzt in den 1960er und 1970er Jahren.

## Architektur
Alle Bauten der Mogulzeit bestehen in ihrem Kern aus Ziegelsteinen, die außen wie innen mit rotem Sandstein, weißem Marmor oder mit Stuck verkleidet wurden; nur in der Shah-Jahan-Moschee sind sie in das dekorative Konzept miteinbezogen, welches hauptsächlich auf geometrischen – in der Mogul-Architektur ansonsten eher seltenen – Kachelmosaiken beruht. Während in den weniger wichtigen Räumlichkeiten Ziegelsteine dominieren, treten diese in den untereinander verbundenen Räumen des breitgelagerten Moscheesaales kaum noch in Erscheinung.
Im Vorfeld der Moschee befindet sich eine viergeteilte Gartenanlage im persischen Stil (char-bagh) mit einem kreuzförmigen künstlichen Wasserlauf und kleinen Becken an jedem Ende; diese dienten für die vom Koran vor dem Gebet (salāt) vorgeschriebene „kleine Waschung“ (wudū'). Das Portal besteht aus einer monumentalen Mauer (pischtak), die einen großen Bogen (iwan) umschließt, aber die dahinterliegende Kuppel der Eingangshalle nicht gänzlich verdeckt. Die Außenmaße der eigentlichen Moschee betragen etwa 105 × 30 m; wobei der größere Teil der Gesamtfläche jedoch von einem etwa halb so großen Innenhof (sahn) – allerdings ohne das ansonsten übliche Brunnenbecken – eingenommen wird. Dieser ist eingefasst von seitlichen Arkadengalerien (riwaqs), die mit einer Vielzahl von Kuppeln bedeckt sind. Die von einem zweiten Pischtak mit Iwan-Bogen dominierte Fassade des eigentlichen Moscheeraumes verdeckt die dahinterliegende Hauptkuppel vollständig. Die untereinander verbundenen Räume des Moscheesaals sind reich dekoriert; die im unteren Teil durch ein Jali-Gitter halbgeöffnete Mihrab-Nische im Hauptraum schließt nach oben mit einer (Muqarnas)-Kalotte ab. Rechts davon befindet sich die meist sechsstufige Predigtkanzel (minbar) des Vorbeters (imam).

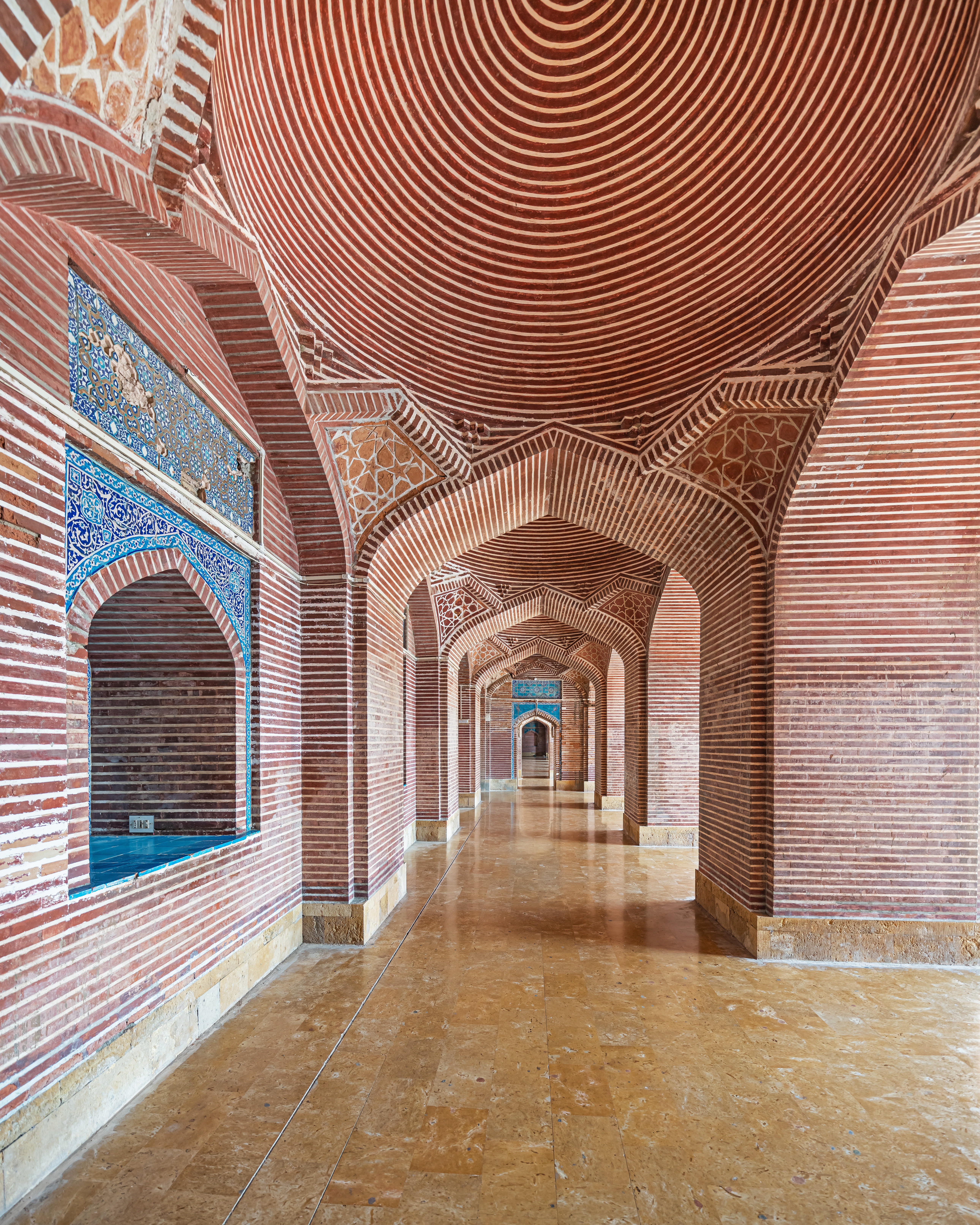
Seitengang
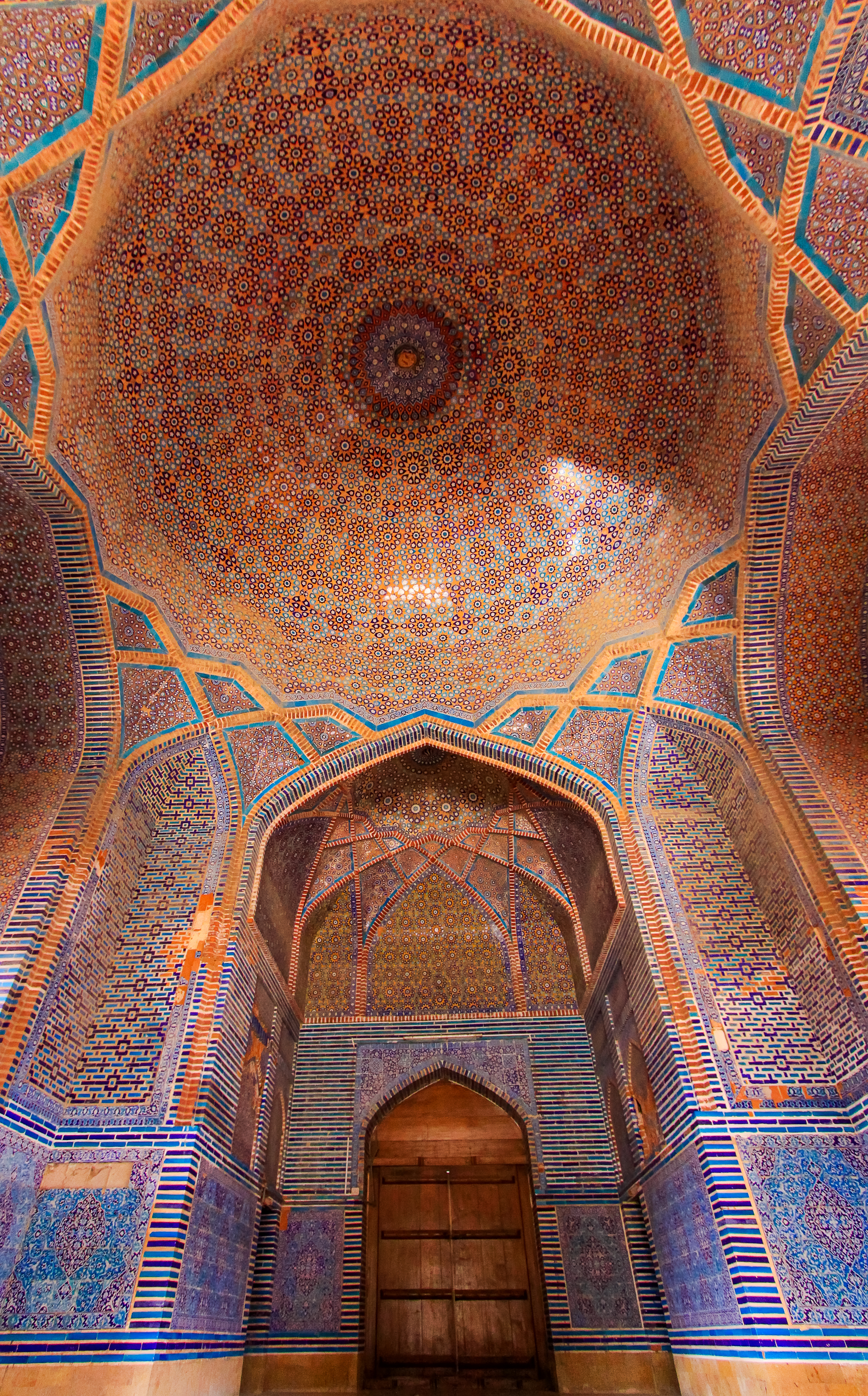
Kuppelsaal
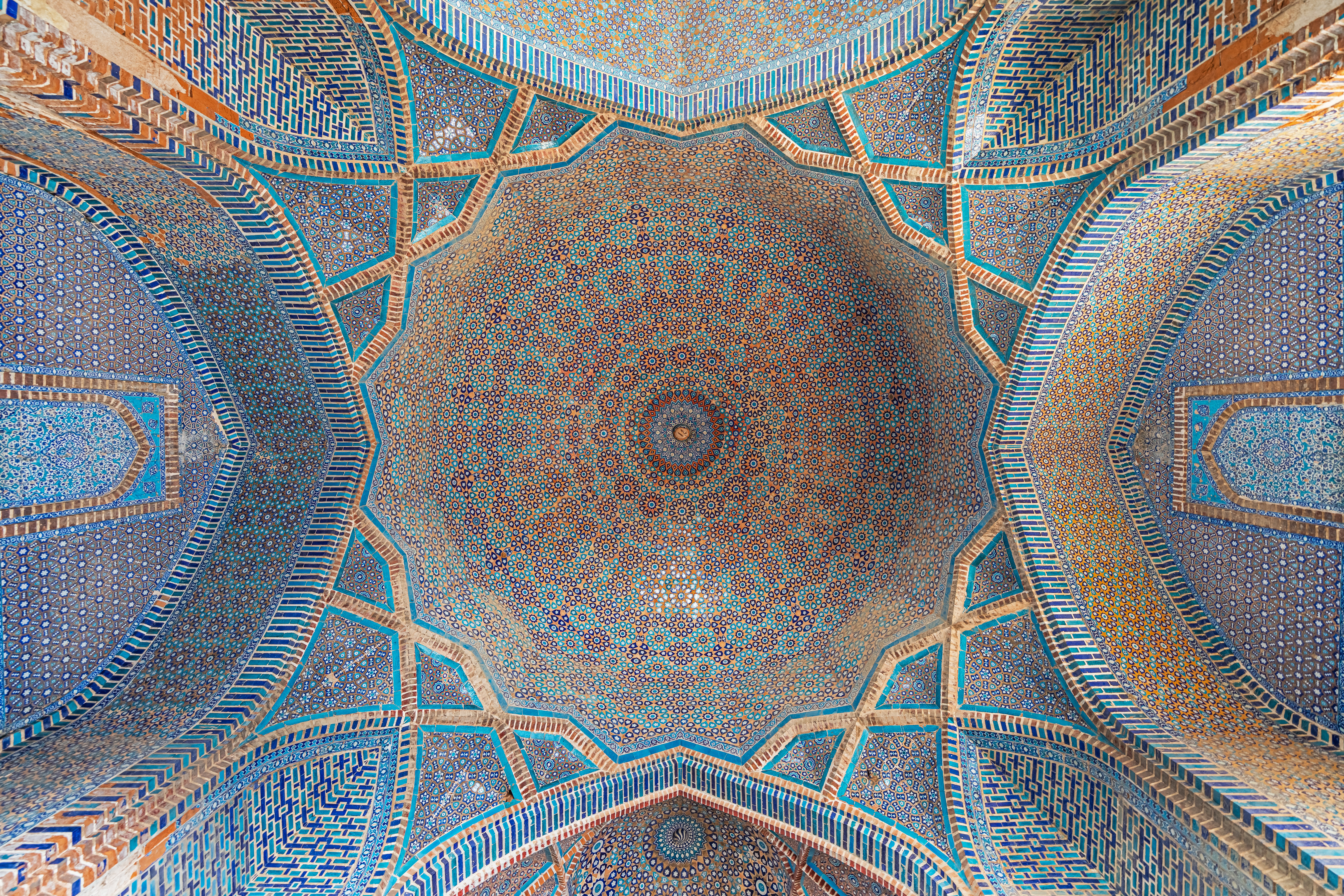
Interieur einer der Kuppeln
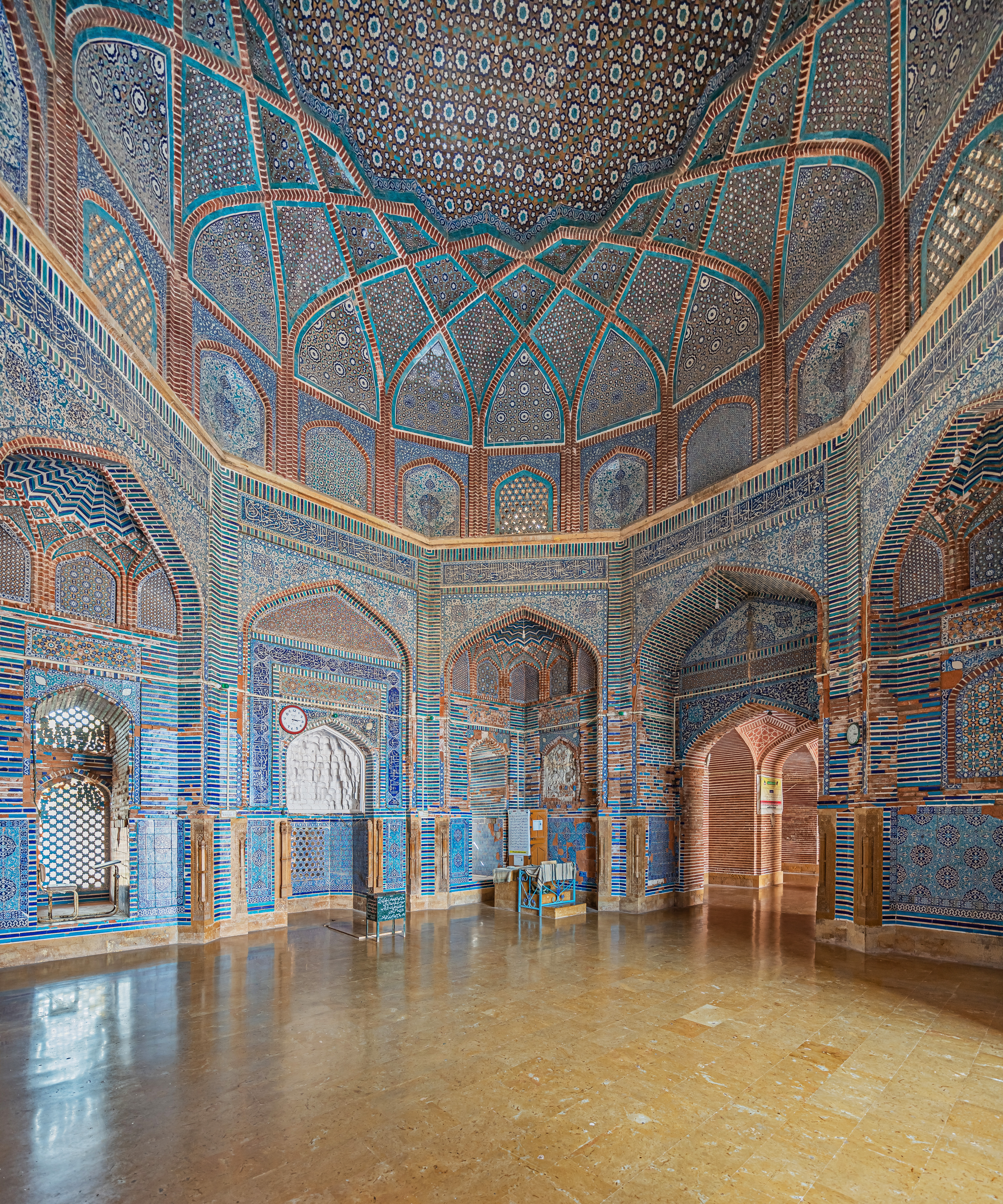
Saal mit Mihrab-Nische und Minbar-Treppe
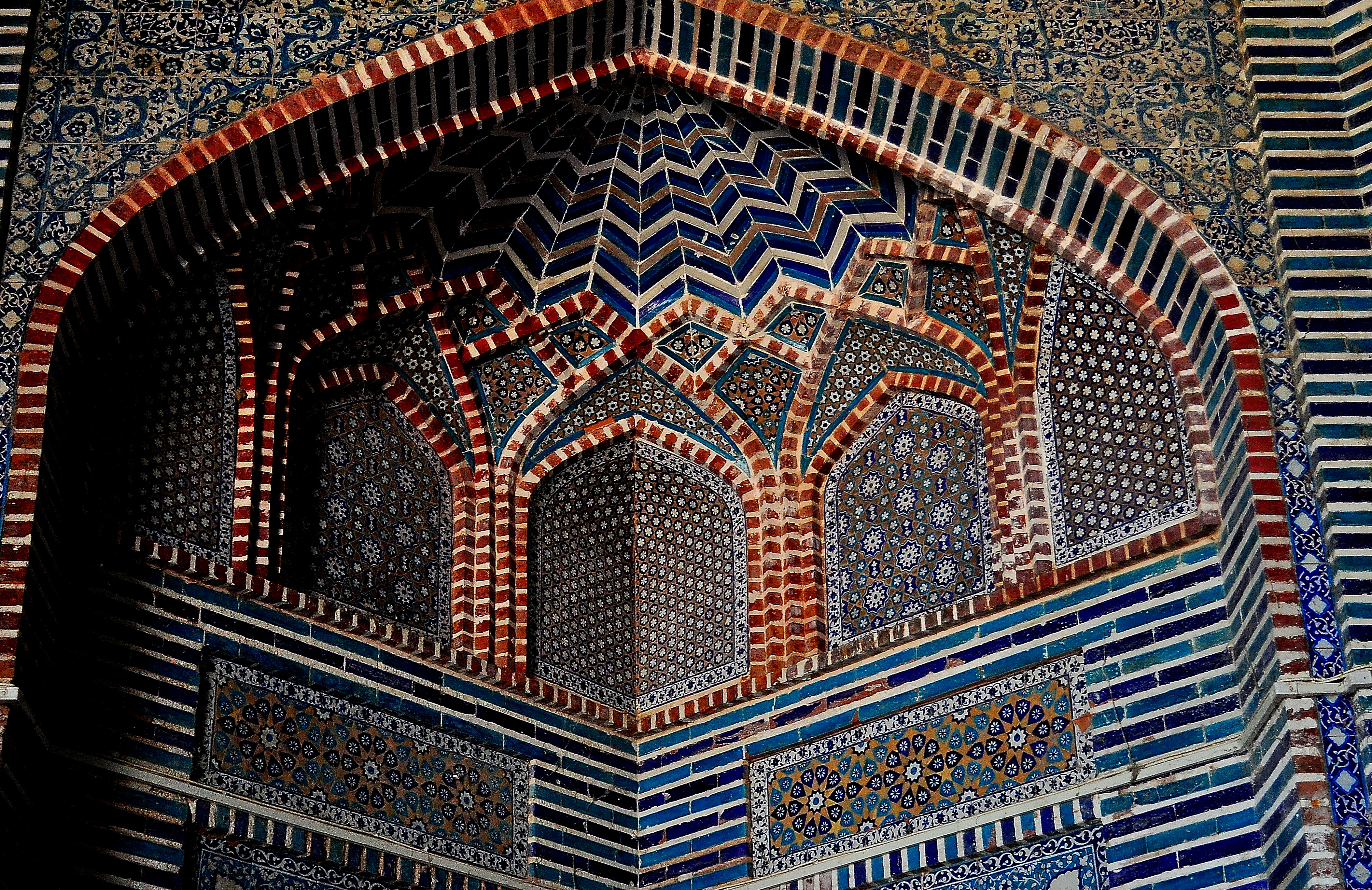
Dekor (Detail)
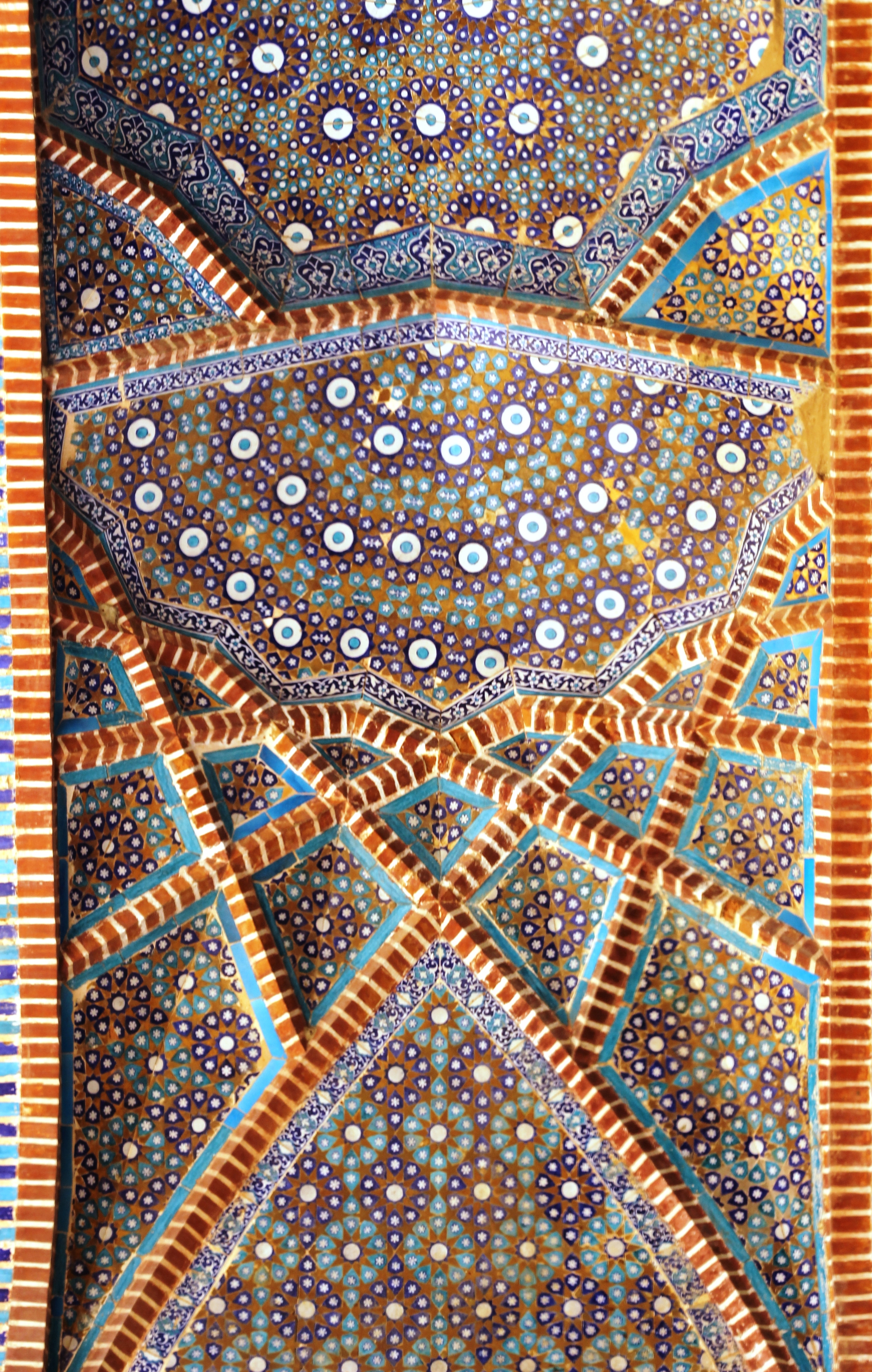
Dekor (Detail)